# Demerara-Mahaica
Demerara-Mahaica (regio 4) is een van de tien regio's van Guyana. De hoofdplaats is Triumph. In de regio ligt ook de landshoofdstad Georgetown.

## Demografie
Volgens de volkstelling van 2012 telt de regio Demerara-Mahaica zo'n 313.429 inwoners, een stijging vergeleken met de volkstelling van 2002.
| Volkstellingsjaar | 1980    | 1991    | 2002    | 2012    |
| ----------------- | ------- | ------- | ------- | ------- |
| Inwoners          | 316.679 | 296.636 | 310.320 | 313.429 |

De Afro-Guyanezen vormen de grootste groep (41%), gevolgd door Indo-Guyanezen (35%), mensen van gemengde afkomst (21%) en inheemsen (2%).

## Plaatsen
- Beterverwagting
- Buxton
- Georgetown, hoofdstad van Guyana
- Paradise
- Providence
- Soesdyke
- St. Cuthbert's Mission
- Timehri, locatie van Cheddi Jagan International Airport
- Triumph, hoofdplaats van de regio
- Victoria

## Gemeenten
Mahaica-Berbice was in 2022 onderverdeeld in de volgende gemeenten:
1. City of Georgetown
2. La Bonne Intention / Better Hope
3. Plaisance / Industry
4. Triumph / Beterverwagting
5. Eccles / Ramsburg
6. La Reconnaissance / Mon Repos
7. Herstelling / Little Diamond
8. Foulis / Buxton
9. Mocha / Arcadia
10. Enmore / Hope
11. Diamond / Golden Grove
12. Grove / Haslington
13. Vereeniging / Unity
14. Good Success / Caledonia
15. Cane Grove Land Development Scheme
16. Demerara Conservancy
17. Te Huist Coverden / Soesdyke
18. St. Cuthberts / Orange Nassau (Mahaica River)
19. Soesdyke / Linden highway / Timehri

## Galerij

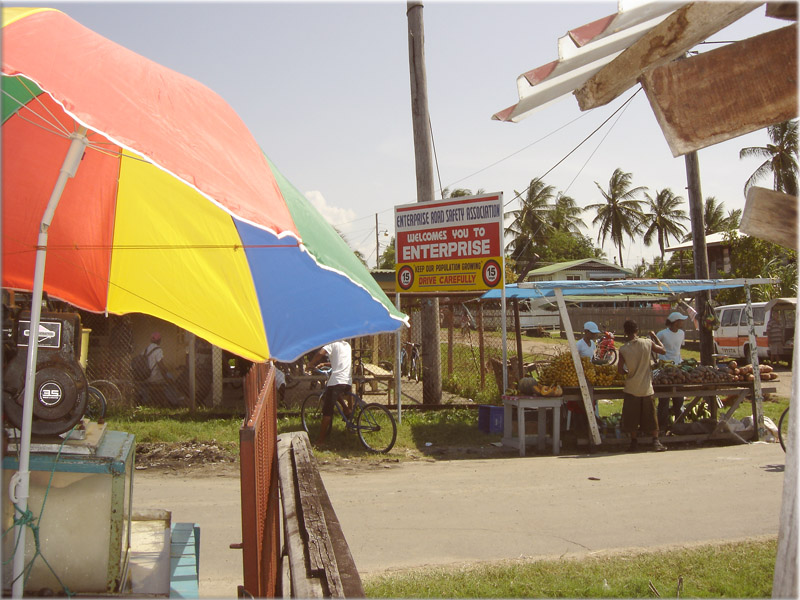
Enterprise
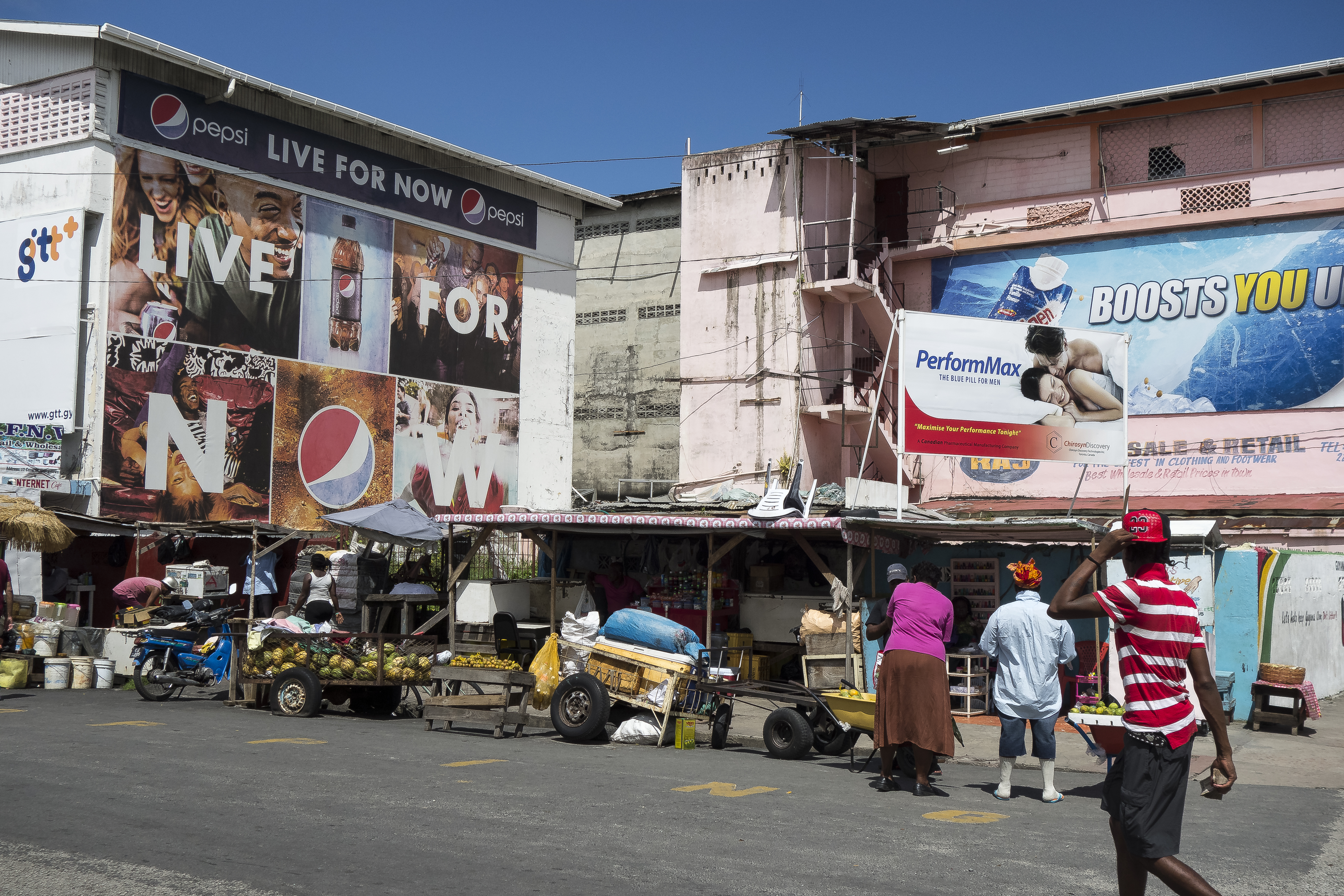
Centrum van Georgetown
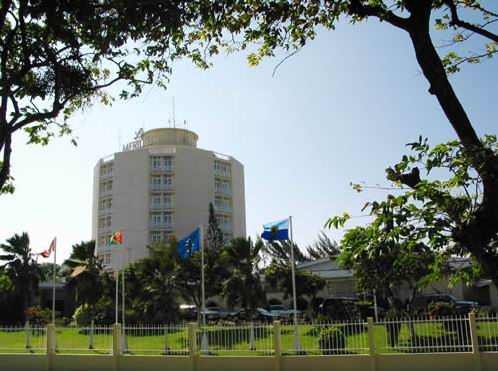
Hotel in Georgetown
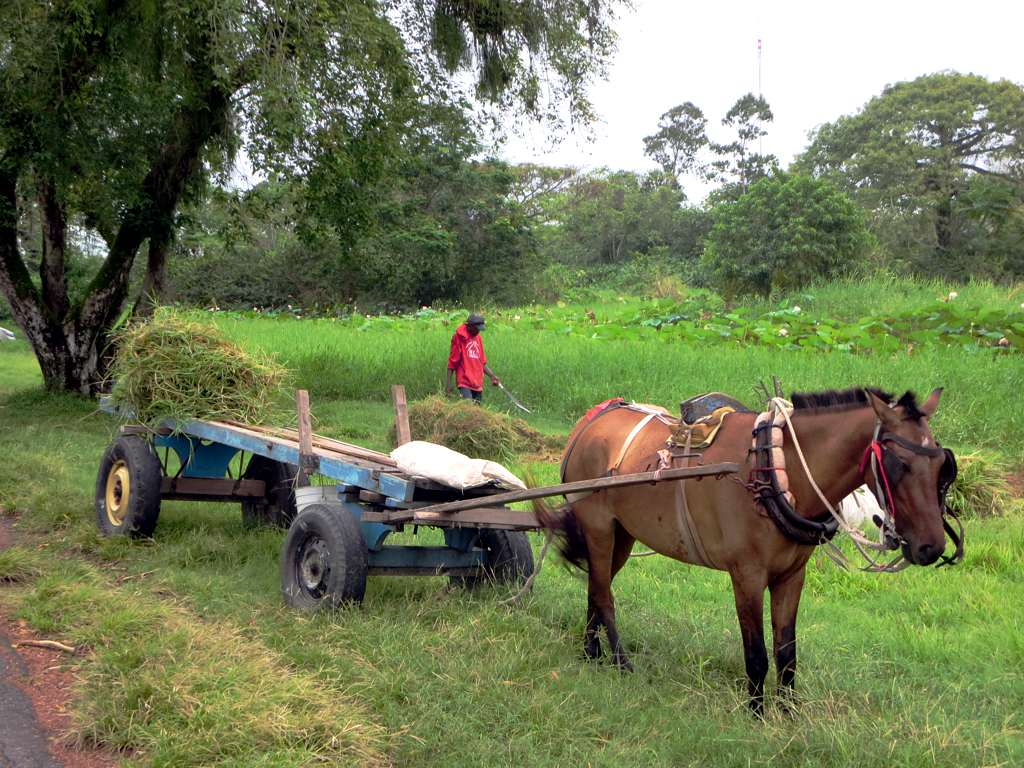
Paard en wagen in de botanische tuin

Barima-Waini · Pomeroon-Supenaam · Essequibo Islands-West Demerara · Demerara-Mahaica · Mahaica-Berbice · East Berbice-Corentyne · Cuyuni-Mazaruni · Potaro-Siparuni · Upper Takutu-Upper Essequibo · Upper Demerara-Berbice
Beterverwagting · Buxton · Georgetown · Paradise · Providence · Soesdyke · St. Cuthbert's Mission · Timehri · Triumph · Victoria